# メタクリル酸2-ヒドロキシエチル
メタクリル酸2-ヒドロキシエチル（英語: 2-hydroxyethyl Methacrylate）または、ヒドロキシエチルメタクリレート（英語: hydroxyethylmethacrylate、HEMA）は、化学式が CH
2C(CH
3)CO
2CH
2CH
2OH の有機化合物である。 無色の粘性のある液体で、容易に重合する。様々なポリマーの合成に使われるモノマーである。

## 合成
メタクリル酸2-ヒドロキシエチルは1925年頃に初めて合成された。
- メタクリル酸とエチレンオキシドの反応。
- メタクリル酸と過剰量のエチレングリコールのエステル化。

これらの方法では、エチレングリコールジメタクリラートも得られる。メタクリル酸2-ヒドロキシエチルの重合中、これは架橋剤として働く。

## 性質
メタクリル酸2-ヒドロキシエチルは水とエタノールとは完全に混和するが、そのポリマーのポリメタクリル酸ヒドロキシエチルは一般的な溶媒には不溶である。
粘度は20℃で0.0701 Pa·s、30℃で0.005 Pa·sである。重合中は約6％収縮する。

## 利用

### コンタクトレンズ
1960年、オットー・ウィフテルレとドラホスラフ・リムは、親水性架橋ネットワークの合成におけるポリメタクリル酸ヒドロキシエチルの使用について説明し、この結果はソフトコンタクトレンズの製造に非常に重要であった。ポリメタクリル酸ヒドロキシエチルは親水性であり、乾燥重量に対して10 - 600％の水を吸収することができる。この特性により、ポリメタクリル酸ヒドロキシエチルはソフトコンタクトレンズの製造に最初に使用された材料の1つである。

### 3Dプリンティング
メタクリル酸2-ヒドロキシエチルは、光重合開始剤の存在下で紫外線を照射すると室温で速やかに硬化するため、3Dプリンティングでの使用に適している。また、3Dガラス印刷の際は40nmのシリカ粒子を懸濁させたモノマーマトリックスとして使用できる。BOC無水物のような適切な発泡剤と組み合わせることにより、加熱すると膨張する発泡樹脂を形成する。

### その他
電子顕微鏡や光学顕微鏡では、包埋材として使用される。
ポリイソシアネートで処理すると、ポリヒドロキシエチルメタクリレートは架橋ポリマーであるアクリル樹脂となり、一部の塗料に有用な成分となる。

## 危険性
メタクリル酸2-ヒドロキシエチルは軽度の皮膚刺激性があり、アレルギー性の皮膚反応を引き起こす可能性がある。